# Zaragoza la Montaña
Zaragoza la Montaña es una localidad del estado mexicano de Chiapas. Es parte del municipio de Comitán de Domínguez.

## Demografía
| Gráfica de evolución demográfica |
|                                  |

| Censo | Población |
| ----- | --------- |
| 1940  | 113       |
| 1950  | 216       |
| 1960  | 347       |
| 1970  | 484       |
| 1980  | 705       |
| 1990  | 1 018     |
| 2000  | 1 254     |
| 2010  | 1 263     |
| 2020  | 1 053     |